# Ves Bílá Voda
Ves Bílá Voda (1880 Bílá Voda (ves), něm. Weißwasser Dorf, pol. Wieś Biała Woda) je část obce Bílá Voda v okrese Jeseník. Nachází se na západě Bílé Vody.
Ves Bílá Voda leží v katastrálním území Bílá Voda u Javorníka o výměře 12,83 km2.

## Historie
Samostatná osada Ves Bílá Voda vznikla roku 1748, když byla severní část dosud jednotné obce Bílá Voda povýšena na městys (městečko). Jižní část, skládající se z roztroušených zemědělských usedlostí, zůstala vsí. Zde se nacházelo i sídlo vrchnosti (zámek). Součástí vsi byla i dnes zaniklá osada Růženec. Historii ves v zásadě sdílela s Městysem Bílá Voda (popsána společně v článku Bílá Voda).

### Vývoj počtu obyvatel
Počet obyvatel Vsi Bílá Voda podle sčítání nebo jiných úředních záznamů
| Rok            | 1836 | 1869 | 1880 | 1890 | 1900 | 1910 | 1921 | 1930 | 1950 | 1961 | 1970 | 1980 | 1991 | 2001 |
| -------------- | ---- | ---- | ---- | ---- | ---- | ---- | ---- | ---- | ---- | ---- | ---- | ---- | ---- | ---- |
| Počet obyvatel | 1296 | 775  | 636  | 621  | 592  | 507  | 562  | 459  | 111  | 127  | 132  | 75   | 66   | 54   |

1. ↑  městys + ves
2. ↑  bez Růžence 545
3. ↑  bez Růžence 428
4. ↑  z toho: 8 Čechoslováků, 422 Němců a 28 cizinců; 451 řím. kat. a 5 evang.

Ve Vsi Bílá Voda je evidováno 33 adres : 28 čísel popisných (trvalé objekty) a 5 čísel evidenčních (dočasné či rekreační objekty). Při sčítání lidu roku 2001 zde bylo napočteno 23 domů, z toho 14 trvale obydlených.

## Fotogalerie

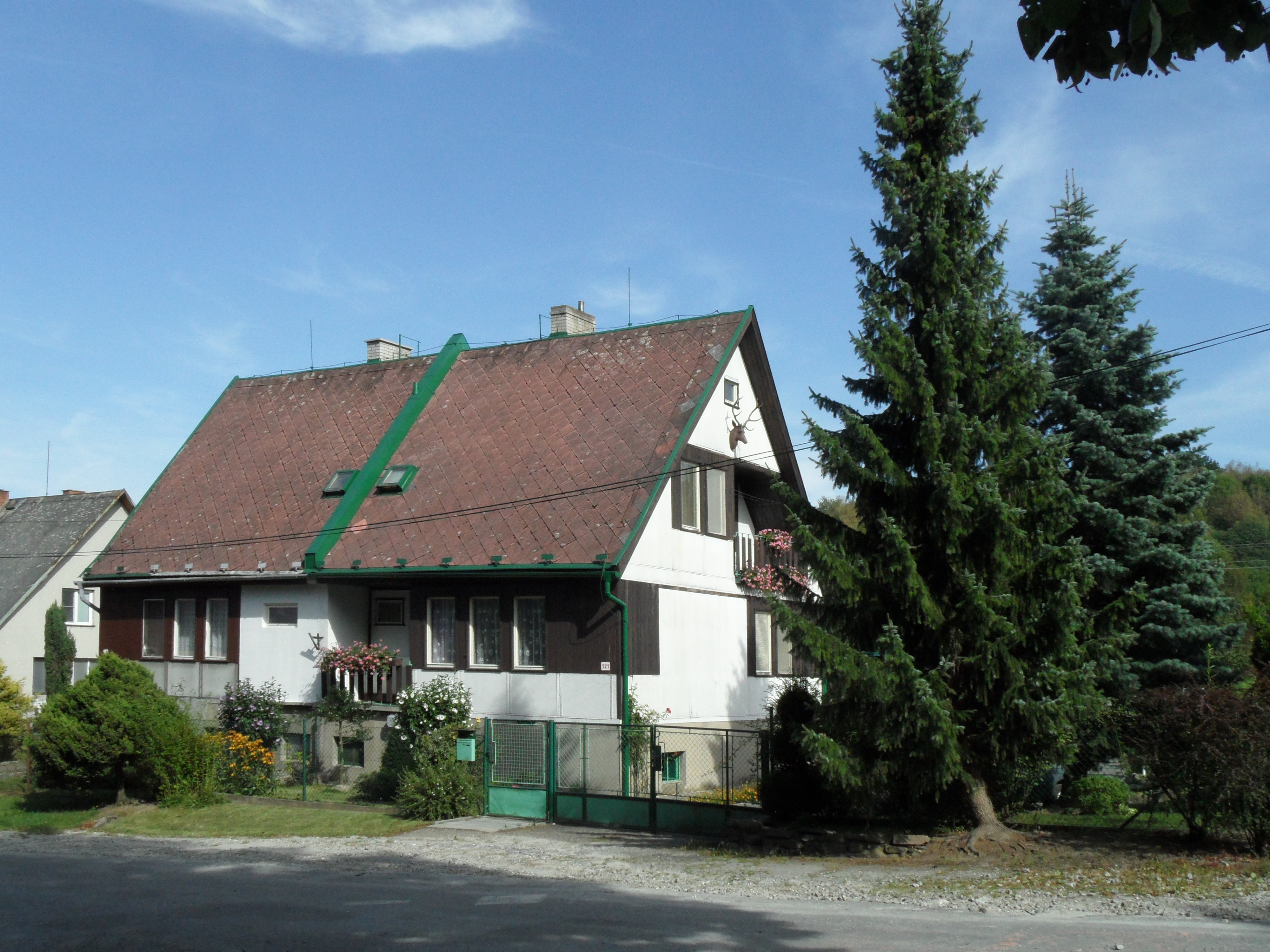
Dům se smrky
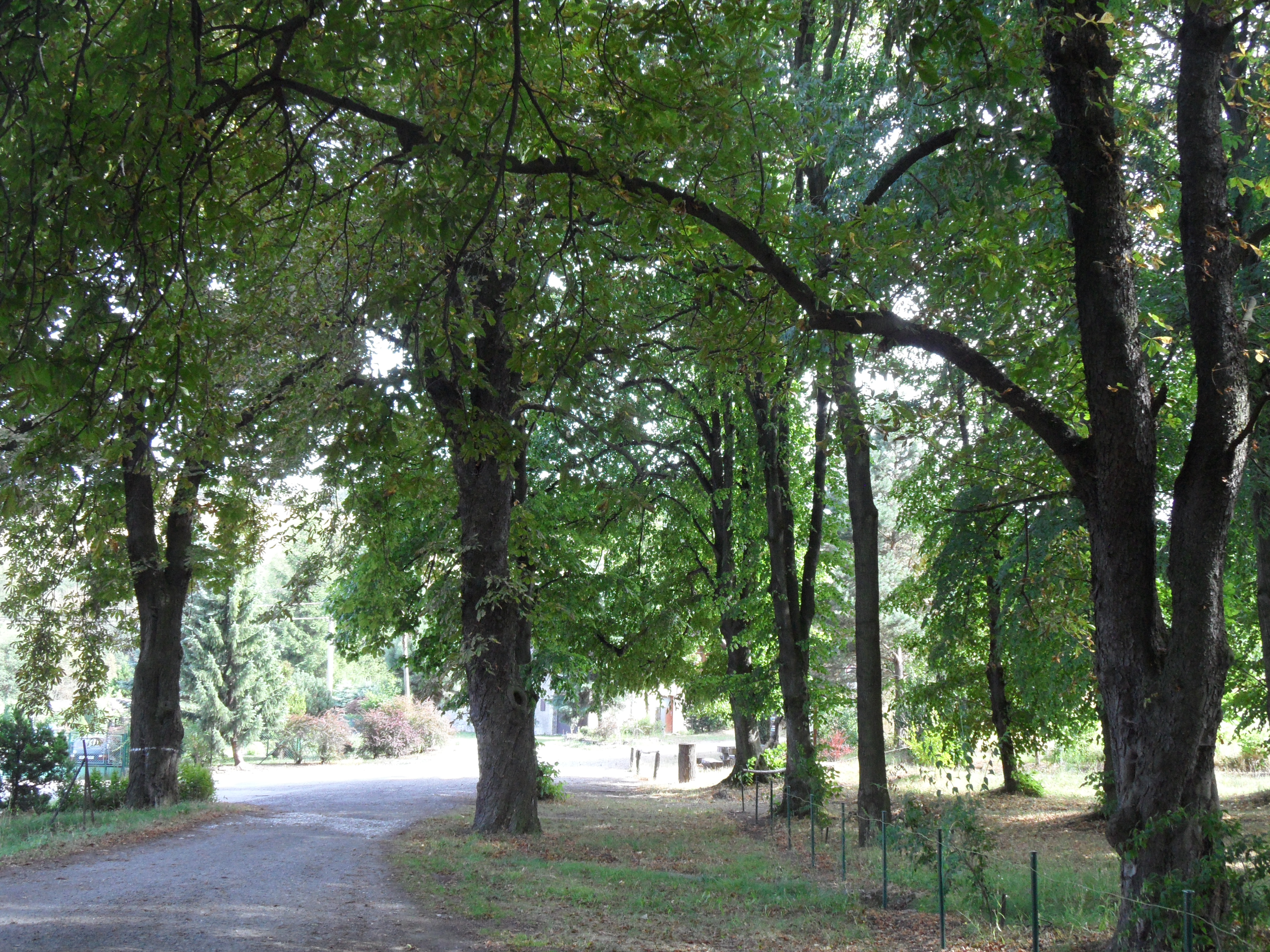
Park za zámkem
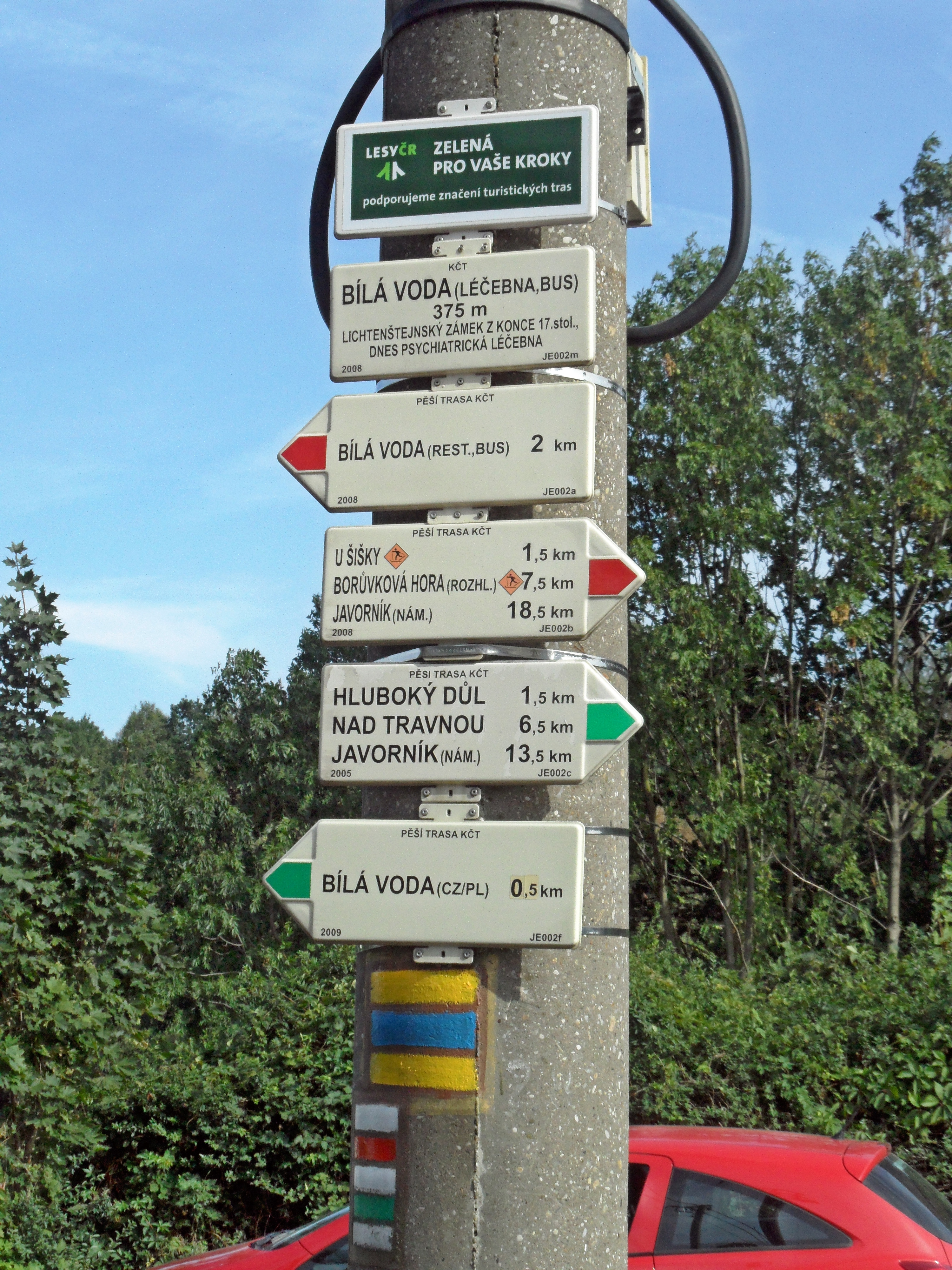
Rozcestník u léčebny
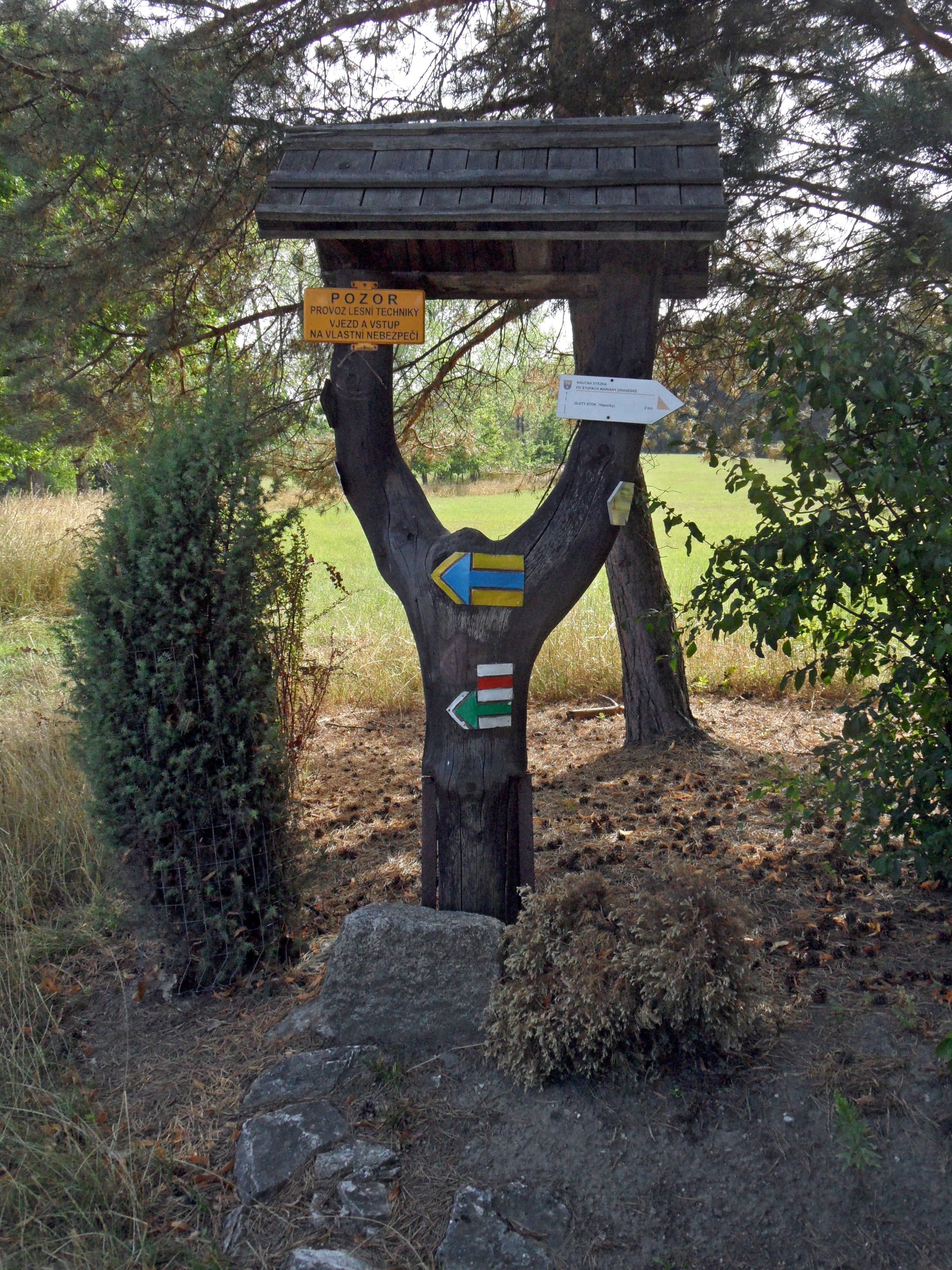
Rozcestník za zámkem
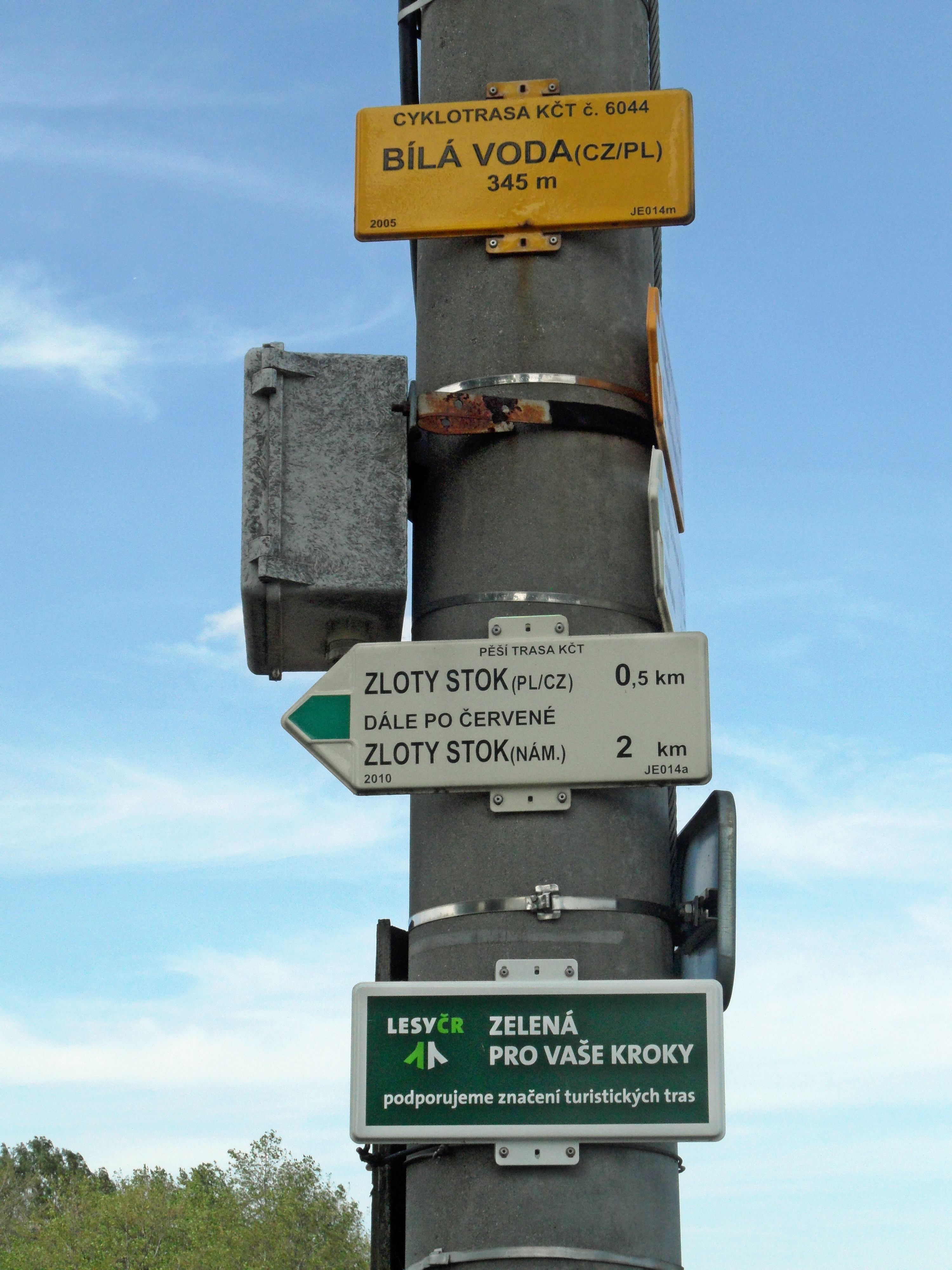
Rozcestník cyklotrasy
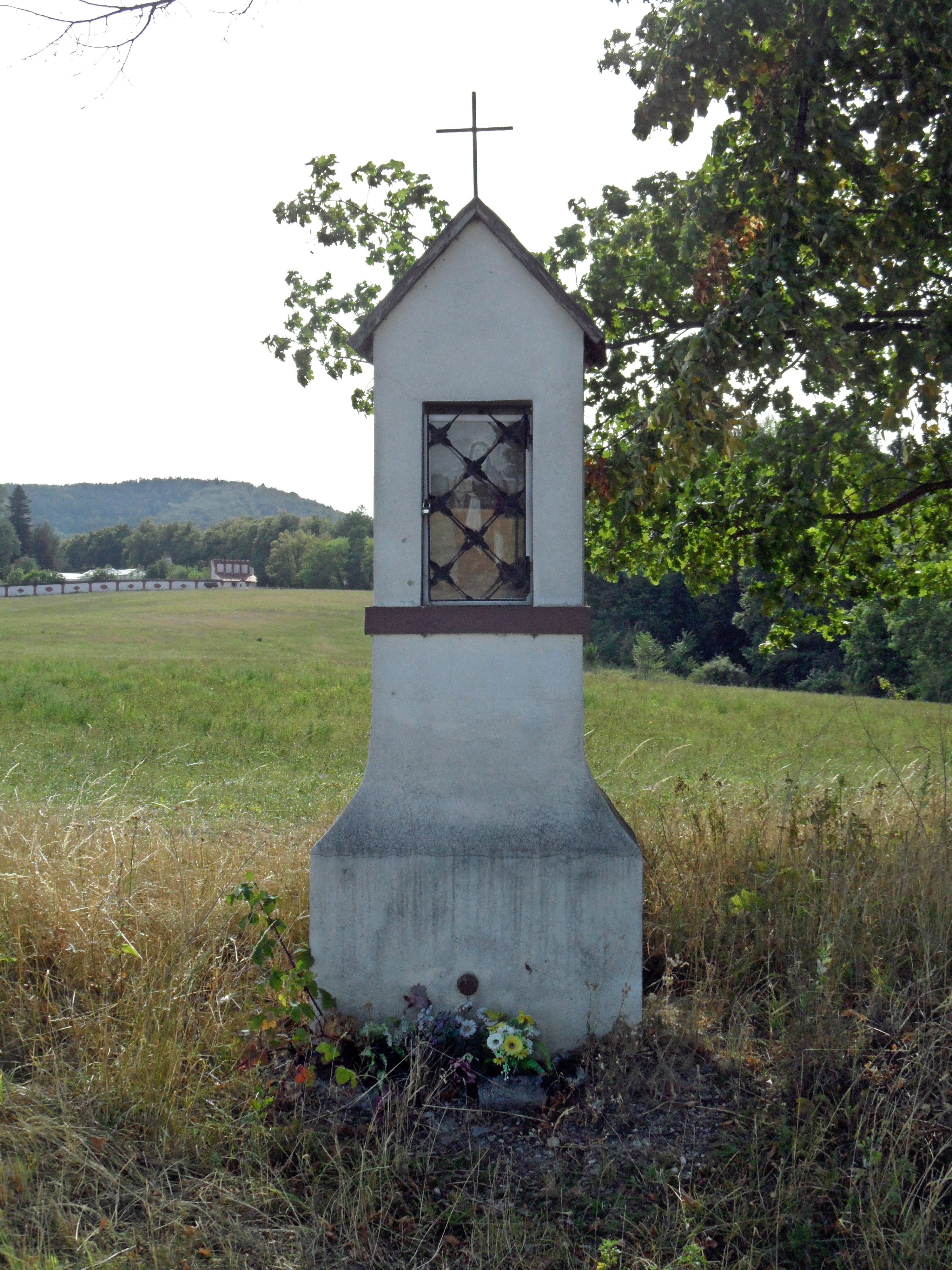
Kaplička u křižovatky